# Kolbeinn Þórðarson
Kolbeinn Þórðarson (que l'on trouve aussi mentionné sous la forme Kolbeinn Thórdarson), né le 12 mars 2000 à Kópavogur en Islande, est un footballeur international islandais qui joue au poste de milieu de terrain à l'IFK Göteborg.

## Biographie

### En club
Kolbeinn Þórðarson est formé par le Breiðablik Kópavogur, où il fait ses débuts au plus haut niveau.
Le 3 août 2017, il signe un contrat de trois ans avec son club formateur.
Lors de l'été 2019 il signe avec le Lommel SK pour un contrat de trois ans, club évoluant alors en deuxième division belge. Il joue son premier match pour ce club le 3 août 2019 face au KVC Westerlo, en championnat. Il entre en jeu lors de cette rencontre perdue par son équipe (0-2 score final).

### Carrière en sélection
Kolbeinn Þórðarson honore sa première sélection avec l'équipe nationale d'Islande le 8 juin 2021, lors d'un match face à la Pologne. Il entre en jeu à la place de Aron Gunnarsson, lors de cette rencontre où les deux équipes se neutralisent (2-2).